# 马特克塞 (默尔特-摩泽尔省)
马特克塞（法語：Mattexey）是法国默尔特-摩泽尔省的一个市镇，属于吕内维尔区（Lunéville）热尔贝维莱县（Gerbéviller）。该市镇总面积4.97平方公里，2009年时的人口为70人。

## 人口
马特克塞人口变化图示